# Solanum platycypellon
Solanum platycypellon är en potatisväxtart som beskrevs av Sandra Diane Knapp. Solanum platycypellon ingår i släktet skattor som ingår i familjen potatisväxter. Inga underarter finns listade i Catalogue of Life.